# Sebaea longicaulis
Sebaea longicaulis là một loài thực vật có hoa trong họ Long đởm. Loài này được Schinz miêu tả khoa học đầu tiên năm 1894.